# Nesopupa ponapica
Nesopupa ponapica é uma espécie de gastrópode  da família Pupillidae.
É endémica de Micronésia.